# Misumenoides rubrithorax
Misumenoides rubrithorax là một loài nhện trong họ Thomisidae.
Loài này thuộc chi Misumenoides. Misumenoides rubrithorax được Lodovico di Caporiacco miêu tả năm 1947.